# Гревенско земетресение
Гревенското земетресение от 1995 година предизвиква големи материални щети в Гревенско и Кожанско в област Западна Македония, Гърция, но не взима човешки жертви.
Земетресението става в 11:47 на 13 май 1995 година, когато хората са предимно извън домовете си. Магнитудът му е 6,6 по скалата на Рихтер. Множеството вторични трусове причиняват още по-големи материални щети. В ном Кожани са разрушени 1000 къщи в 30 общини, а в ном Гревена 700 къщи в 12 общини и селища. Останалите без покрив над главата си хора в двата нома надхвърлят 10 000 души.